# Мендосино (озеро)
Мендосино (англ. Mendocino) — искусственное озеро в США, расположено в одноимённом округе штата Калифорния в нескольких километрах к северо-востоку от города Юкайа. Образовано плотиной на реке Рашен-Ривер. Одно из самых чистых озёр США.
Плотина была построена в 1958 году для предотвращения наводнений и выработки электроэнергии. Работы велись корпусом инженеров армии США. Озеро по-прежнему обслуживает армейский корпус.
Высота дамбы 48,77 метров, длина 1 066,8 метров. Дамба пешеходная.
На берегах находится более 300 мест для отдыха. Гребля, водные лыжи, рыбалка, кемпинг, пеший туризм. Из-за высокого спроса, места для отдыха должны быть забронированы заранее.